# Wyoming (Minnesota)
Wyoming ist eine Stadt im Chisago County, etwa 50 km nördlich von St. Paul, im Osten des US-amerikanischen Bundesstaates Minnesota. Das U.S. Census Bureau hat bei der Volkszählung 2020 eine Einwohnerzahl von 8.032 ermittelt.

## Geographie
Wyoming liegt am südlichen Seitenarm des Sunrise River auf 45°20'06" nördlicher Breite und 92°59'37" westlicher Länge. Die Stadt erstreckt sich auf einer Fläche von 7,5 km², die sich auf 7,4 km² Land- und 0,1 km² Wasserfläche verteilen.
Wyoming ist der nördliche Endpunkt des U.S. Highways 61. Der wichtigste überregionale Verkehrsweg der Stadt ist die Interstate 35.

## Demografische Daten
Bei der Volkszählung im Jahre 2010 wurde eine Einwohnerzahl von 7791 ermittelt. Diese verteilten sich auf 2738 Haushalte in 2357 Familien. Die Bevölkerungsdichte lag bei 412,9/km². Es gab 1055 Gebäude, was einer Dichte von 142,9/km² entspricht.
Die Bevölkerung bestand im Jahre 2000 aus 97,64 % Weißen, 0,39 % Afroamerikanern, 0,43 % Asiaten, 0,52 % Indianern und 0,33 % anderen. 0,69 % gaben an, von mindestens zwei dieser Gruppen abzustammen. 0,72 % der Bevölkerung bestand aus Hispanics, die verschiedenen der genannten Gruppen angehörten.
32,6 % waren unter 18 Jahren, 7,1 % zwischen 18 und 24, 33,6 % von 25 bis 44, 19,7 % von 45 bis 64 und 7,0 % 65 und älter. Das durchschnittliche Alter lag bei 32 Jahren. Auf 100 Frauen kamen statistisch 97,8 Männer, bei den über 18-Jährigen 94,7.
Das durchschnittliche Einkommen pro Haushalt betrug $56.192, das durchschnittliche Familieneinkommen bei $62.118. Das Einkommen der Männer lag durchschnittlich bei $40.959, das der Frauen bei $28.272. Das Pro-Kopf-Einkommen lag bei $20.290. Rund 2,7 % der Familien und 5,5 % der Gesamtbevölkerung lagen mit ihrem Einkommen unter der Armutsgrenze.